# Villeneuve (Vaud)
Pour les articles homonymes, voir Villeneuve.
Villeneuve (/vilnœv/) est une commune suisse du canton de Vaud, située dans le district d'Aigle.

## Géographie
La ville de Villeneuve se situe à l’extrémité est du lac Léman au pied des Préalpes vaudoises à l'embouchure de la vallée du Rhône dans le bassin lémanique. Elle constitue le sud de la Riviera vaudoise et le nord du Chablais vaudois. La ville est dominée au sud-est par le mont d'Arvel et le Malatraix et au nord-est par les Rochers de Naye dont le sommet à 2 042 mètres d'altitude est le point culminant de la commune. La limite de la commune borde le lac de l'Hongrin et le Pays-d'Enhaut.
Le territoire de Villeneuve s'étend sur 32,04 km2. Lors du relevé de 2013-2018, les surfaces d'habitations et d'infrastructures représentaient 8,7 % de sa superficie, les surfaces agricoles 25,9 %, les surfaces boisées 55,3 % et les surfaces improductives 10,3 %.
| Montreux (lacustre) Léman | Veytaux               | Rossinière     |
| Noville                   | Villeneuve            | Château-d'Oex  |
| Rennaz                    | Roche VD – Corbeyrier | Ormont-Dessous |

### Transports

#### Transport public
La gare de Villeneuve, par laquelle passe la ligne du Simplon, est reliée au Réseau express régional vaudois. Les lignes de bus suivantes desservent Villeneuve :
- ligne 201 VMCV : Vevey - Villeneuve - Rennaz ;
- ligne 210 VMCV : Villeneuve Gare - Centres commerciaux ;
- ligne 111 TPC : Aigle - Villeneuve ;
- ligne 120 CarPostal :  Bex - Monthey - Villeneuve ;
- ligne 121 CarPostal : Aigle - Villeneuve.

#### Routes nationales et autoroutes

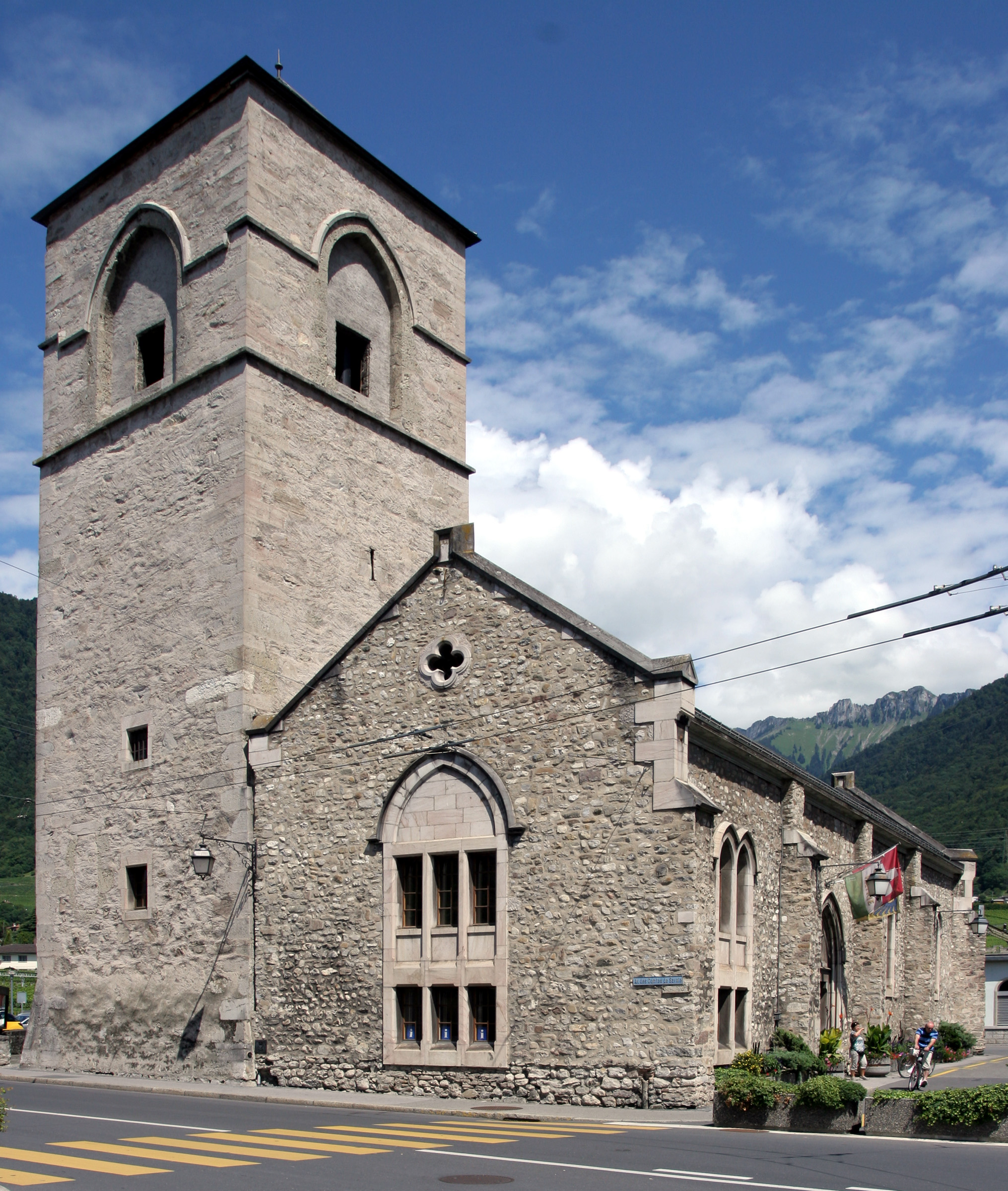
L'Hôtel de Ville occupe l'ancienne chapelle de l'hôpital.

- H9 : Vallorbe - Lausanne - Villeneuve - Sion - Brigue - Col du Simplon - Gondo
- A9 (Brigue-Lausanne-Vallorbe)  16 (Villeneuve)

## Toponymie
Le nom de la commune, qui se prononce /vilnœv/, est transparent : il désigne à partir du XIIIe siècle, sous le nom de villa nŏva, une nouvelle agglomération sur un site qui s’appelait Pennelocos (nom celtique signifiant « tête, extrémité du lac ») puis Compengie (du latin caput laci, tête du lac, qui donne le nom de la région du Chablais).
Sa première occurrence écrite date de 1217, sous la forme de Villanova.
Son nom en patois vaudois est Velanâova.
Son ancien nom allemand est Neustadt.

## Histoire
Villeneuve est un site visité de longue date par les humains. Dans la région dite « le Scex du Châtelard » ont été retrouvés des vestiges datant de la fin du paléolithique. Ce sont les plus anciens vestiges témoignant de la présence humaine dans le canton de Vaud.
À l'époque celtique, un bourg du nom de Pennelocus (tête du lac), situé non loin de l'emplacement actuel de Villeneuve, existait et fut habité à l'époque romaine. La cité était un relais sur la route reliant Aventicum (Avenches) et Octodurum (Martigny) sur la route du col du Grand-Saint-Bernard.
Probablement détruite par les barbares à la chute de l'Empire romain, elle a possiblement subi les effets de l'éboulement du Tauredunum (vraisemblablement le Grammont) survenu au VIe siècle. Cet événement est relaté dans les chroniques de Grégoire de Tours et Marius d'Avenches.
La cité apparaît pour la première fois dans une chronique de 1005 sous le nom de « Villa Compendiaco », patronyme probablement dérivé du nom romain « Compendius ». Elle subsiste ensuite sous le nom de Compengiez (1166), Compengie (1207) puis Compesie dès 1248.

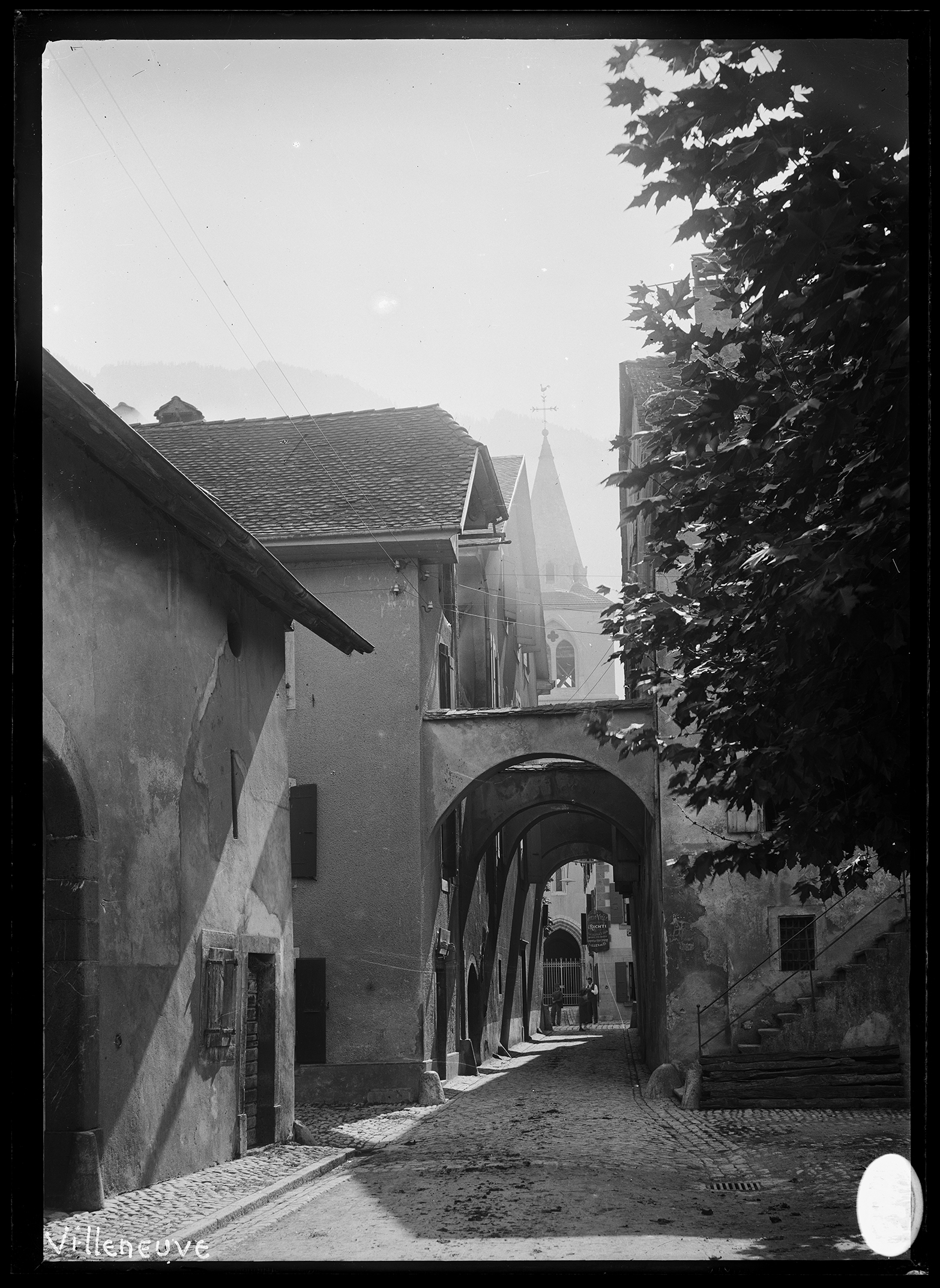
Villeneuve, ruelle médiévale photographiée par Albert Naef en 1901 (Archives cantonales vaudoises).

Pourtant, en 1214, le comte Thomas Ier de Savoie fonde « Villeneuve de Chillon », bourg agricole et lacustre permettant de loger la population croissante qui dépendait du château éponyme (XIIIe siècle),. La ville obtient au moment de sa création une charte. La ville doit servir de port, d'asile pour les voyageurs ainsi que de siège de péage. Le château de Chillon occupe une position stratégique très importante pour les comtes de Savoie, se trouvant sur la route menant vers le col du Grand-Saint-Bernard. Villeneuve devient ainsi un port marchand et militaire pour la Maison de Savoie. Bien que les comtes de Savoie circulent beaucoup sur l'ensemble de leurs possessions, le comte Pierre choisit Chillon comme résidence principale, accroissant ainsi l'importance du bourg voisin.
Lors des guerres de Bourgogne (1476), Villeneuve est partiellement incendiée et perd de son influence sur le Haut-Lac.

Une vue de Villeneuve en 1791.

La conquête du Pays de Vaud par les Bernois en 1536 redonne une identité au bourg sous l'autorité du bailli qui siège à Vevey et qui permet une large autonomie. Villeneuve appartenait au bailliage de Chillon qui fut renommé en 1734 bailliage de Vevey jusqu'à sa disparition en 1798 lors de la révolution vaudoise. Villeneuve fut amputée de son bailliage d'origine, qui deviendra le district de Vevey puis le district de la Riviera-Pays-d'Enhaut, et fut rattachée au district d'Aigle. La commune se dota d'une Municipalité et d'un Conseil communal entre 1799 et 1815.
Des sociétés de tir réunissant les notables locaux (Noble Abbaye Militaires des Écharpes Bleues de Villeneuve) sont autorisées et même encouragées par leurs Excellences de Berne pour renforcer l'esprit de défense militaire.
Avec le développement des transports lacustres, la ville connaît un essor commercial important. Des barques plates typiques du Léman exportent les matériaux de construction (marbre, pierre à bâtir, chaux et plâtre) extraits des multiples carrières du Chablais et emportent les vins vers Lausanne.
Pendant le premier tiers du XIXe siècle, le tourisme se développe rapidement dans la région. Les petites pensions prolifèrent. C'est alors qu'un commerçant entreprenant, Vincent Masson, bourgeois de Veytaux et de Villeneuve, se met en tête de construire un palace sur les terrains qu'il possède entre le château de Chillon et Villeneuve. Ce sera l'Hôtel Byron, un des premiers grands hôtels de la Suisse romande.
De nombreuses difficultés financières ont mis en péril cette réalisation. Au bord de la faillite, Vincent Masson a fait appel à Jean Jaques Delarottaz, qui accepta de prendre la tête du Comité des créanciers, au début de l'année 1838. Il s'agissait avant tout de trouver de nouveaux investisseurs. Les travaux étaient à l'arrêt. Ils ne reprendront qu'en août 1839. Il faudra batailler jusqu'en mai 1841 pour qu'on puisse enfin inaugurer l'hôtel. Mais de nombreux procès opposent encore les plus importants créanciers avec le Comité dirigé par Jean Jaques Delarottaz. Finalement, c'est ce dernier qui aura le dernier mot, et deviendra propriétaire de l'établissement. Le Byron put alors prospérer.
Puis l'essor industriel accompagne le développement du rail (ligne du Simplon) enfin de l'autoroute A9.

Villeneuve en 1925.
Villeneuve en 1949.
Villeneuve en 1965.

## Jumelage
Villeneuve est jumelée avec La Crau en France depuis 1987.

## Population et société

### Gentilé et surnom
Les habitants de la commune se nomment les Villeneuvois.
Ils sont surnommés les Pêcheurs-de-Grenouille ou plus simplement les Grenouilles (lè Renaillâre en patois vaudois ; ils partagent ce sobriquet avec les habitants d'Aigle).

### Démographie

#### Évolution de la population
Villeneuve compte 6 052 habitants au 31 décembre 2023 pour une densité de population de 189 hab/km2. Sur la période 2010-2023, sa population a augmenté de 22,8 % (canton : 18,6 % ; Suisse : 9,4 %).  

#### Pyramide des âges
En 2023, le taux de personnes de moins de 30 ans s'élève à 35,1 %, similaire à la valeur cantonale (34,6 %). Le taux de personnes de plus de 60 ans est quant à lui de 23,1 %, alors qu'il est de 22,5 % au niveau cantonal.
La même année, la commune compte 2 993 hommes pour 3 059 femmes, soit un taux de 49,5 % d'hommes, supérieur à celui du canton (49,1 %).
| Hommes | Classe d’âge | Femmes |
| ------ | ------------ | ------ |
| 0,6    | 90 ans ou +  | 1,5    |
| 5,8    | 75 à 89 ans  | 8,8    |
| 14,6   | 60 à 74 ans  | 14,9   |
| 20,7   | 45 à 59 ans  | 20,1   |
| 20,7   | 30 à 44 ans  | 22,0   |
| 19,4   | 15 à 29 ans  | 16,8   |
| 18,1   | - de 14 ans  | 15,8   |

| Hommes | Classe d’âge | Femmes |
| ------ | ------------ | ------ |
| 0,6    | 90 ans ou +  | 1,4    |
| 6,5    | 75 à 89 ans  | 8,7    |
| 13,5   | 60 à 74 ans  | 14,3   |
| 20,9   | 45 à 59 ans  | 20,9   |
| 22,3   | 30 à 44 ans  | 21,7   |
| 19,6   | 15 à 29 ans  | 17,7   |
| 16,6   | - de 14 ans  | 15,3   |

### Musique
Parmi les sociétés locales, les Concerts de Villeneuve animent depuis trente ans principalement l'église Saint-Paul par des saisons de musique classique.

## Économie
Les carrières d'Arvel sont exploitées depuis le XVe siècle, notamment pour produire de la pierre de construction. Un atelier de construction ferroviaire de l'entreprise Bombardier est implanté à Villeneuve.

### Viticulture
Le vignoble de Villeneuve se situe dans la région vinicole du Chablais vaudois.

## Culture et patrimoine

### Personnalités
Romain Rolland a vécu à Villeneuve à la Villa Olga de 1922 jusqu'en 1938. Il a fait de cette ville un bastion de pensée humaniste et internationaliste, au service de « l'indépendance de l’esprit » et de l'union des peuples dans la paix. C'est là qu'il a reçu Gandhi, Rabindranath Tagore (en 1931), Stefan Zweig, Panaït Istrati ainsi qu’une grande partie de l'intelligentsia française de son temps Aragon et Gide notamment.

Le bourg est visité par d'autres illustres hôtes comme Lord Byron, Léon Gambetta, Victor Hugo, Richard Wagner ou encore le peintre Oskar Kokoschka. Bastian Baker, chanteur suisse a grandi à Villeneuve.

### Dans la culture populaire
La ville sert de décor au tragique dernier chapitre de La Vierge des Glaces, de Hans Christian Andersen, qui raconte les aventures du suisse Rudy (1861).

### Héraldique
| Blason | Blasonnement : « D'or à l’aigle d'azur. » |

Octroyées en 1214 par le comte Thomas de Savoie au moment de la fondation de la « Villeneuve de Chillon », ce sont unes des plus anciennes du canton.